# Marqués de Treviño
Juan Manuel Treviño y Aranguren, quinto Marqués de Casa Treviño Gotor, nacido en Ciudad Real (España) el 13 de febrero de 1879, murió sin descendencia en diciembre de 1936, asesinado durante los sucesos que tuvieron lugar al inicio de la guerra civil española.

## Biografía
Nació en Ciudad Real en el seno de una acaudalada familia de la aristocracia terrateniente, hijo de Juan Bautista Treviño López-Guerrero, iv marqués de Casa Treviño y de Josefina Aranguren y Alzaga, hija de los condes de Monterrón.
Elegido diputado a Cortes por Ciudad Real en 1907. Fue defensor de Antonio Maura. 
Miembro de la Asamblea Nacional Consultiva de la dictadura de Primo de Rivera, fue también presidente de la Unión Patriótica a partir de 1927, su mayor labor fue la fundación de los Sindicatos Católicos Agrarios, junto al Marqués de Retortillo. Asimismo fue presidente de la hermandad de labradores de Ciudad Real. Contrajo matrimonio el 11 de enero de 1909 con doña Trinidad de Prat y Esparza, de quien no dejó descendencia.
Falleció en diciembre de 1936, al comienzo de la guerra civil, asesinado por miembros del Frente Popular.